# Ramón José Viloria Pinzón
Ramón José Viloria Pinzón SOD (* 9. April 1959 in San Felipe, Yaracuy, Venezuela; † 23. Februar 2022 in Madrid) war ein venezolanischer Geistlicher und römisch-katholischer Bischof von Puerto Cabello. 

## Leben
Ramón José Viloria Pinzón studierte zunächst Bauingenieurwesen an der Universidad Central de Venezuela, trat dann der Ordensgemeinschaft der Priesterbruderschaft der Diözesanarbeiter des Heiligsten Herzens Jesu bei und schloss sein Theologiestudium am Priesterseminar Santa Rosa de Lima in Caracas ab. Der Erzbischof von Caracas, José Alí Kardinal Lebrún Moratinos, spendete ihm 28. Oktober 1990 die Priesterweihe. Nach weiteren Studien erwarb er ein Lizenziat in Dogmatik an der Päpstlichen Universität Gregoriana in Rom.
Er war nationaler Berater der Cursillo-Bewegung, Pfarrvikar und später Pfarrer von María Madre de la Iglesia in Caracas, Professor für Christologie am Seminar Santa Rosa de Lima und Delegierter der Bruderschaft der Diözesanpriester in Venezuela.
Papst Johannes Paul II. ernannte ihn am 5. Dezember 2003 zum Bischof von Puerto Cabello. Die Bischofsweihe spendete ihm der Erzbischof von Mérida, Baltazar Enrique Porras Cardozo, am 7. Februar 2004; Mitkonsekratoren waren Jorge Liberato Urosa Savino, Erzbischof von Valencia en Venezuela, und Kurienbischof Cipriano Calderón Polo
Am 13. März 2010 nahm Papst Benedikt XVI. sein krankheitsbedingtes Rücktrittsgesuch an. Bischof Ramón José Viloria Pinzón starb im Alter von 62 Jahren in Madrid, Spanien, an den Folgen einer Krebserkrankung.